# Dongfang (berg i Kina)
Dongfang är ett berg i Kina. Det ligger i den autonoma regionen Tibet, i den sydvästra delen av landet. Toppen på Dongfang är 7 003 meter över havet, eller 368 meter över den omgivande terrängen.
Trakten runt Dongfang är permanent täckt av is och snö.